# Psilocybe smithiana
Psilocybe smithiana es una especie de hongo de la familia Hymenogastraceae. 

## Taxonomía
Psilocybe smithiana fue descrita como nueva para la ciencia por el micólogo mexicano Gastón Guzmán, y la descripción publicada en la revista científica Beihefte zur Nova Hedwigia 74: 196 en 1983. Guzmán la ubica en la sección Pratensis del género.